# Франсис Брет Харт
Франсис Брет Харт (на английски: Francis Bret Harte) е американски поет и писател, автор на произведения в жанровете приключенски роман и уестърн. Публикува под името Брет Харт.

## Биография и творчество
Роден е на 25 август 1836 г. в Олбани, щат Ню Йорк, САЩ, в семейството на холандеца Хенри Харте и Елизабет Остондер. Има една сестра. Баща му е преподавател по гръцка филология в университета в Олбани и ортодоксален евреин. Живеят в различни градове на североизтока, а през 1845 г., след преждевременната смърт на баща му, семейството се мести в Ню Йорк. На 11 години пише първите си стихове. След завършване на средното си образование работи в адвокатска кантора и търговска зала, а през 1853 г. се премества с майка си и сестра си в Оукланд, Калифорния.
В Калифорния работи на различни места като миньор, куриер (1854 – 1855), частен учител (1856), охрана (1857) и журналист и редактор в „Northern Californian“ (1858 – 1960). Напуска вестника след като отразява масовото убийство на индианци от племето уийот. Докато работи към мините прекарва известно време в град Арката, място, което осигурява материал за някои от творбите му.
Премества се в Сан Франциско, където пише за вестник „The Golden Era“, и работи като служител в държавната геодезия (1861 – 1863), секретар на монетния двор в Сан Франциско (1863 – 1869), сътрудник на вестник „Californian“ (1864 – 1866), и редактор на „Overland Monthly“ (1868 – 1871). За една година е бил преподавател в Университета на Калифорния.
На 11 август 1862 г. се жени за Анна Грисуолд. Имат четири деца.
Първата му поема е публикувана през 1857 г. Сборникът му с разкази „The Luck of Roaring Camp“ публикуван в „Overland Monthly“ през 1970 г. го прави световноизвестен.
В периода 1871 – 1878 г. живее в Бостън и Ню Йорк. В началото подписва изгоден договор с „The Atlantic Monthly“, но постепенно заради семейни неприятности работата му се срива. В периода 1871 – 1874 г. чете лекции за златната треска, а през 1878 г. прави неуспешен опит да създаде списание „Капитол“.
В периода 1878 – 1880 г. е търговски представител на САЩ в Крефелд, Германия, а в периода 1880 – 1885 г. е консул на САЩ в Глазгоу. След това живее в Лондон и се занимава с литературна работа. Докато е в Европа писателската му кариера бележи възход.
Франсис Брет Харт умира от рак на гърлото на 5 май 1902 г. в Камбърли, Англия. Погребан е във Фримли. След смъртта му произведенията му многократно са екранизирани за киното и телевизията.

## Произведения

### Самостоятелни романи
- Plain Language for Truthful James (1870)
- Gabriel Conroy (1875)
Гейбриъл Конрой, изд.: ИК „Отечество“, София (1982), прев. Сидер Флорин
- Two Men of Sandy Bar (1876)
- Drift from Two Shores (1878)
- On the Frontier (1884)
- By Shore and Sedge (1885)
- Queen of Pirate Isle (1886)
- Snow-bound at Eagle's (1886)
- A Millionaire of Rough-And-ready (1887)
- The Argonauts of North Liberty (1888)
- A Phyllis of the Sierras (1888)
- Cressy (1889)
- Susy, a Story of the Plains (1893)
- Clarence (1895)
Кларънс, изд.: ИК „Отечество“, София (1984), прев. Сидер Флорин
- From Sand Hill to Pine (1900)
- On the Old Trail (1902)
- Openings In The Old Trail (1902)

### Сборници
- Outcroppings (1866) – поезия
- The Lost Galleon and Other Tales (1867)
- The Luck of Roaring Camp (1870)
- Poems (1871) – поезия
- East and West (1871) – поезия
- The Little Drummer (1872)
- Stories of the Sierras (1872)
- Mrs. Skaggs's Husbands (1873)
- Echoes of the Foot-Hills (1875)
- Tales of the Argonauts (1875)
- Wan Lee (1876)
- Thankful Blossom (1877)
- The Story of a Mine (1878)
- The Twins of Table Mountain (1879)
- The Poetical Works of Bret Harte (1880) – поезия
- Flip, and Other Stories (1882)
- In the Carquinez Woods (1883)
- Maruja (1885)
- The Crusade of the Excelsior (1887)
- Tales, Poems and Sketches (1887)
- Heritage of Dedlow Marsh (1889)
- A Waif of the Plains (1890)
- A Ward of the Golden Gate (1890)
- A First Family of Tasajara (1891)
- A Sappho of Green Springs (1891)
- Colonel Starbottle's Client (1892)
- Sally Dows (1893)
- The Bell-Ringer of Angel's (1894)
- A Protegee of Jack Hamlin's (1894)
- In a Hollow of the Hills (1895)
- Barker's Luck (1896)
- The Three Partners (1897)
- Stories in Light and Shadow (1898)
Калифорнийски разкази, изд.: ИК „Отечество“, София (1983), прев. Сидер Флорин
- Tales of Trail and Town (1898)
- The Complete Poetical Works of Bret Harte (1899) – поезия
- Miggles (1899)
- Mr. Jack Hamlin's Mediation (1899)
- The Ancestors of Peter Atherly (1900)
Калифорнийски разкази, изд.: ИК „Отечество“, София (1983), прев. Сидер Флорин
- Under the Redwoods (1901)
- The Best of Bret Harte (1902)
- Tales of the West (1902)
- Salomy Jane's Kiss (1910)

## Екранизации
- 1908 The Red Man and the Child
- 1908 The Heart of O Yama
- 1910 Luck of Roaring Camp
- 1910 Bradford's Claim
- 1910 Ononko's Vow
- 1910 The Stolen Claim
- 1911 The White Rose of the Wilds
- 1911 The Last Drop of Water
- 1912 The Goddess of Sagebrush Gulch
- 1912 In the Aisles of the Wild
- 1913 John Burns of Gettysburg
- 1914 Az aranyásó
- 1914 Breed o' the North
- 1914 Salomy Jane – по „Salomy Jane's Kiss“
- 1915 M'Liss
- 1915 The Lily of Poverty Flat – по поемите „Her Letter“, „His Answer“ и „Her Last Letter“
- 1915 A Phyllis of the Sierras – по романа
- 1916 Tennessee's Pardner
- 1916 Two Men of Sandy Bar – пиеса
- 1916 The Half-Breed – по разказа „In The Carquinez Woods“
- 1916 Roaring Camp – по разказа „The Luck of Roaring Camp“
- 1917 The Luck of Roaring Camp
- 1918 M'Liss – по сборника „Stories of the Sierras“
- 1918 The Dawn of Understanding – по разказа „The Judgment of Bolinas Plain“
- 1918 Tongues of Flame – по разказа „In the Carquinez Woods“
- 1919 The Outcasts of Poker Flat
- 1919 The Gray Wolf's Ghost
- 1919 Fighting Cressy – по романа „Cressy“
- 1922 The Girl Who Ran Wild – по разказа „M'liss“
- 1923 Salomy Jane – по „Salomy Jane's Kiss“
- 1924 The Flaming Forties – по „Tennessee's Pardner“
- 1925 The Golden Princess
- 1925 The Man from Red Gulch – по „The Idyll of Red Gulch“
- 1928 Taking a Chance – по „The Saint of Calamity Gulch“
- 1932 Wild Girl – по „Salomy Jane's Kiss“
- 1936 M'Liss
- 1937 The Outcasts of Poker Flat – по „The Outcasts of Poker Flat" и „The Luck of Roaring Camp“
- 1937 The Luck of Roaring Camp – по „Luck of Roaring Camp“
- 1949 Your Show Time – ТВ сериал, 1 епизод
- 1950 Actor's Studio – ТВ сериал, 1 епизод
- 1951 Personal Appearance Theater – ТВ сериал, 1 епизод
- 1952 The Outcasts of Poker Flat
- 1953 Your Favorite Story – ТВ сериал, 1 епизод по „The Postmistress of Laurel Run“
- 1951 – 1955 Fireside Theatre – ТВ сериал, 9 епизода
- 1954 Danger – ТВ сериал, 1 епизод
- 1955 The United States Steel Hour – ТВ сериал, 1 епизод
- 1955 Tennessee's Partner
- 1955 General Electric Theater – ТВ сериал, 1 епизод
- 1956 Teledrama – ТВ сериал, 1 епизод
- 1958 Matinee Theatre – ТВ сериал, 1 епизод
- 1958 The Outcasts of Poker Flat – ТВ филм
- 1954 – 1958 Kraft Television Theatre – ТВ сериал, 2 епизода
- 1971 – 1972 Hora once – ТВ сериал, 3 епизода
- 1972 Novellen aus dem wilden Westen – ТВ сериал, 1 епизод
- 1972 – 1973 Novela – ТВ сериал, 2 епизода
- 1975 Четиримата от апокалипсиса, I quattro dell'apocalisse
- 1978 Vooruzhyon i ochen opasen – по „Гейбриъл Конрой“
- 1978 Kogda-to v Kalifornii – ТВ филм
- 1981 California Gold Rush – ТВ филм по „The Luck of Roaring Camp“ и „The Outcasts of Poker Flats“
- 1982 The Luck of Roaring Camp
- 2014 Bret Harte's Tennessee's Partner